# 맛동산
맛동산은 해태제과의 과자이다. 1975년에 출시되었으며, 당액과 땅콩을 골고루 버무려 고소한 맛이 난다. 2006년에 처음으로 전면적 업그레이드 맛동산 樂(즐거울 락)이 만들어졌다. 지난 2018년, 맛동산을 출시한지 44년만에 2세대인 '흑당쇼콜라 맛동산'을 출시했다.

## 역대 슬로건
- 곁에 있어 든든한 (2002)
- 동방신기를 부르는 스낵 (2004)

## 같이 보기
- 해태제과식품
- 카린토